# أبو الحسن السكري الحربي
أبو الحسن علي بن عمر بن محمد بن الحسين ابن شاذان السكري الحربي الصيرفي الكيال (296 - 386 هـ / 909 - 996) مُسند العراق، محدث وأحد رواة الحديث النبوي. كان يلقي دروسه بجامع المنصور في بغداد، وعُمي في أواخر حياته. قال عنه الخطيب البغدادي: «سألت الأزهري عنه فقال صدوق».

## كتبه
- الفوائد المنتقاة عن الشيوخ العوالي.
- الجزء الثاني من الحربيات: مخطوطة
- حديث أبي الحسن السكري أو الحربيات: ويقع في خمسة أجزاء، رواه الحربي عن خمسة من شيوخه وهم: أبو القاسم بن السمرقندي، وأبو الفرج قوام بن زيد بن عيسى المري، وأحمد بن عمر بن محمد بن عبد الله الأصبهاني، وأبو القاسم عبد الرحيم بن محمد بن عبد الله الوكيل الصابوني، وأبو البركات عمر بن إبراهيم بن محمد الزيدي..